# Diego Hidalgo y Durán
Diego Hidalgo y Durán, né à Los Santos de Maimona (Estrémadure) le 13 février 1886 et mort à Madrid le 31 janvier 1961, est un homme politique, juriste et auteur espagnol.
Issu de l’aristocratie de province, il obtint une licence en droit et s’installa comme notaire à Madrid. Il adhéra au Parti républicain radical et siégea dans les Cortes républicaines de 1931 à 1936. Appelé en 1934 dans le gouvernement Lerroux comme ministre de la Guerre, il lui incomba d'affronter la grève insurrectionnelle d’octobre 1934 dans les Asturies, à l’effet de quoi il eut recours — contre l’avis majoritaire de son gouvernement et à titre officieux — aux services du général Franco, qui, doté par Hidalgo de larges pouvoirs, mena une dure répression, notamment en dépêchant contre les grévistes les troupes coloniales marocaines. Visé par les républicains au lendemain du coup d’État de 1936, il échappa de justesse à leur vindicte et finit, non sans hésitation, par rallier le camp nationaliste.

## Biographie

### Jeunes années et carrière parlementaire
Né en 1886 à Los Santos de Maimona, dans le sud de l’Estrémadure, au sein d’une famille d’origine aristocratique mais de faibles ressources, il entreprit des études de droit. Sa licence obtenue, il acquit en 1911 sur concours le cabinet notarial du village de Moraleja del Vino, dans la province de Zamora, mais déménagea pour Madrid en 1918. Ayant adhéré au Parti républicain radical, il réussit à se faire élire député aux Cortes pour la circonscription de Badajoz aux élections de 1931 et à celles 1933. Le 11 février 1933, il fut l’un des cofondateurs de l’Asociación de Amigos de la Unión Soviética, déclinaison espagnole de l’Association internationale des amis de l'Union soviétique.

### Ministre de la Guerre
Franc-maçon et compagnon politique d’Alejandro Lerroux, Hidalgo fut désigné ministre de la Guerre en janvier 1934, alors qu’il était député pour la province de Badajoz. Il occupa ce poste du 23 janvier au 16 novembre 1934 dans les gouvernements présidés successivement par Alejandro Lerroux et Ricardo Samper et fut le premier membre du Parti républicain radical à détenir ce portefeuille. Sans être expert en questions militaires, Hidalgo prit ses fonctions au sérieux, aidé en cela par son chef de gouvernement Lerroux, dont les aspirations à ce ministère avaient été frustrées à deux reprises, à cause de l’opposition du président de la république Alcalá Zamora.
Face aux revendications de l’Unión Militar Española, il eut à cœur de calmer les esprits. Ainsi, le 20 avril 1934, en dépit de l’opposition du président de la République, une loi d’amnistie fut-elle adoptée par les Cortes au bénéfice des officiers jugés par le Tribunal de Responsabilidades Políticas, de même que furent réintégrés dans l’armée les officiers qui avaient été relégués à la réserve en vertu de la loi du 9 mars 1932. Pour dissiper toute préoccupation en rapport avec l’adjonction de noms supplémentaires aux échelles d’avancement déjà fixées, Hidalgo décréta que leur réintégration ne viendrait pas perturber les tableaux de promotion, et offrit aux amnistiés le choix entre partir à la retraite ou passer à la réserve avec maintien d’un traitement complet. 
À partir d’août 1932, les socialistes s’efforcèrent d’obtenir, en vue de leurs objectifs révolutionnaires, l’allégeance des contingents de conscrits, motif d’inquiétude pour Hidalgo, qui réagit en décrétant le 19 juillet l’interdiction de toute activité politique pour le personnel militaire.
En juin 1934, en visite d’information aux Baléares durant quatre jours, Hidalgo eut une rencontre avec le général Franco. Il semble que le ministre ait été très impressionné par la rigueur et la minutie avec lesquels Franco accomplissait ses fonctions et la discipline qu’il imposait à ses hommes,. Plus tard, sans doute pour répondre à l’inquiétude de l’équipe gouvernementale dont il faisait partie, Hidalgo éleva Franco, alors âgé de 41 ans, au grade de général de division (en court-circuitant tous les généraux qui le précédaient sur le tableau d’avancement), en même temps qu’il réintégra Mola dans l’armée et qu’il commua la peine de prison de Sanjurjo en une mesure de bannissement au Portugal. De plus en plus, il s’entourait d’éléments durs de l’armée pour lesquels il avait une prédilection marquée. Sans doute aussi Hidalgo se tourmentait-il du péril que représentait pour l’Espagne l’existence d’une poudrière sociale consécutive aux mauvaises conditions économiques, aggravées encore par le marasme international. En septembre 1934, Hidalgo invita Franco, au rebours du protocole, à assister aux manœuvres qu’on effectuait alors dans la province de León, et auxquelles participaient 23 000 hommes,,.

#### Révolution asturienne de 1934 et démission
La Révolution asturienne était une insurrection ouvrière survenue dans les Asturies en octobre 1934 comme partie constitutive de la grève générale révolutionnaire organisée dans toute l’Espagne par les socialistes ; cependant, ladite grève générale ne prit véritablement pied que dans le bassin houiller des Asturies, en raison de ce que là seulement la CNT anarchiste avait consenti à rejoindre l’Alliance ouvrière proposée par les socialistes de l’UGT et du PSOE. Un régime socialiste fut ainsi instauré dans les localités où les socialistes (ou les communistes) étaient prédominants, comme à Mieres ou à Sama de Langreo, ou un régime communiste libertaire, là où prédominaient les anarcho-syndicalistes de la CNT, comme à Gijón et à La Felguera. Les ouvriers révolutionnaires asturiens tinrent tête courageusement face à l’armée durant une quinzaine de jours.
Lorsque la grève insurrectionnelle eut éclaté, le gouvernement ne vit d’autre recours que l’intervention de l’armée. Diego Hidalgo, chargé, au titre de ministre de la Guerre, d’étouffer la Révolution asturienne, voulut d’abord envoyer Franco directement dans les Asturies, mais Alcalá Zamora fit comprendre que la personne au commandement devait être un officier libéral s’identifiant totalement à la république. Le conseil des ministres, présidé par Alcalá Zamora, confia au général Eduardo López de Ochoa la direction des opérations militaires afin de limiter la répression, en dépit de l’avis des ministres cédistes Hidalgo et Salazar Alonso, qui auraient souhaité que ce rôle soit dévolu à Franco. Aussi, le chef des opérations sur le terrain sera le général López Ochoa, républicain sincère et Franc-maçon notoire,. En même temps toutefois, conscient de son incompétence militaire, fasciné par Franco, et ne voulant faire appel qu’aux officiers les plus sûrs, Hidalgo décida que Franco resterait à ses côtés et l’installa donc dans son propre bureau comme assistant personnel (« assesseur technique »),,, avec la charge officieuse de mener la contre-offensive et la répression, en compagnie de quelques collaborateurs, dont l’indéfectible Pacón, de sorte que Franco joua effectivement un rôle essentiel dans la conduite de l’affaire asturienne. Le choix de Franco par Hidalgo s’explique d’une part par la profonde connaissance qu’avait Franco du terrain (géographie, voies de communication, organisation militaire) et des hommes qui s’y trouvaient,,, et d’autre part par son inflexibilité. Si certes, de ce fait, Franco ne dirigea les opérations qu’à titre de conseiller direct du ministre de la Guerre, il disposait néanmoins d’une capacité d’initiative et de pouvoirs considérables nés de sa proximité avec le ministre. Tout officier soupçonné de tiédeur fut remplacé, tel que le cousin de Franco, le commandant Ricardo de la Puente Bahamonde, officier de la force aérienne, d’idées libérales, qui avait la charge d’une petite base aérienne près de León et qui, ayant laissé transparaître quelque sympathie pour les insurgés, fut sur-le-champ destitué de son commandement par Franco,.
Le général Franco, requis par Hidalgo de prolonger son séjour dans le ministère afin d’aider à coordonner la phase subséquente, dite de pacification (en réalité de répression policière et judiciaire), demeura à Madrid jusqu’en février 1935. López de Ochoa négocia, comme le souhaitait Alcalá Zamora, un cessez-le-feu par lequel les révolutionnaires, avec à leur tête notamment Belarmino Tomás, devaient remettre leurs armes en échange de la promesse que les troupes marocaines de Yagüe n’entreraient pas dans le bassin minier. Les engagements pris par López Ochoa semblent n’avoir pas été parfaitement respectés par Hidalgo, c’est-à-dire par Franco, sous prétexte que les mineurs n’avaient pas eux-mêmes exécuté toutes les clauses de l’accord.
Lors des séances parlementaires des 7 et 8 novembre 1934, Hidalgo eut à subir les attaques, d’une part de la droite, qui le blâmait pour sa faiblesse, d’autre part des monarchistes, qui lui reprochaient son imprévoyance devant le coup de force d’octobre et qui engagèrent une « motion de censure voilée contre le gouvernement ». Nonobstant que le gouvernement soit parvenu à surmonter cette épreuve, Lerroux, conseillé en cela par Gil-Robles, poussa Hidalgo et Ricardo Samper, les deux ministres les plus exposés, à la démission, Lerroux assumant dorénavant lui-même le portefeuille de la Guerre. Cette issue dépita les radicaux et fut cause de forts ressentiments entre eux et la CEDA.

### Guerre civile
À l’éclatement de la Guerre civile, et au terme de moult péripéties, Hidalgo réussit à sauver sa vie et se réfugia à Paris, où il resta jusqu’à la fin du conflit, avant de retourner en Espagne. Un journaliste américain, correspondant de guerre pour l’agence Associated Press, à qui il fut donné d’interviewer Hidalgo dans son refuge parisien, écrit :

« Les autres qui avaient été impliqués dans l’étouffement de la rébellion de 1934 et s'étaient retrouvés piégés dans la zone gouvernementale par suite de la présente guerre ont tous éprouvé la vengeance des hommes de qui ils avaient récolté la haine. Cependant, Diego Hidalgo, le trophée le plus recherché, était toujours au large lorsque je quittai l’Espagne. Pendant huit mois, il trembla de peur à chaque pas qui s’approchait. »

— Edward Knoblaugh.
Pendant la Guerre civile, Hidalgo fut une de ces figures politiques nationales de la période républicaine — aux côtés d’Alejandro Lerroux et de Miguel Maura —, qui, hésitantes au début, finirent par se rallier au général Franco, contribuant ainsi à une certaine normalisation de la zone nationale dès avant la fin du conflit.

## Écrits
- (es) Un notario español en Rusia, Madrid, Cénit, 1929, 258 p.
- (es) ¿Por qué fui lanzado del Ministerio de la Guerra? : Diez meses de actuación ministerial, Madrid, Espasa-Calpe, 1934 (mémoires)
- (es) José Antonio de Saravia : de estudiante extremeño a general de los ejércitos del Zar, Madrid, Espasa-Calpe, coll. « Vidas españolas e hispanoamericanas del siglo XIX », 1936
- (es) Nueva York : impresiones de un español del siglo XIX que no sabe inglés, Madrid, M. Aguilar, 1947